# James C. Flood
Pour les articles homonymes, voir Flood.
Ne doit pas être confondu avec James Flood.
James C. Flood (25 octobre 1826 – 21 février 1889) est un homme d'affaires américain ayant fait fortune dans le courtage d'actions de sociétés minières. Il fut l'un des hommes les plus riches de son temps en Californie, et faisait partie des « Bonanza Kings ».

## Biographie
James Clair Flood (1826 – 1889) est né à Staten Island, près de New York, dans une famille d'immigrés juifs irlandais qui ne lui a pas permis de faire d'études. Après des débuts comme apprenti chez un artisan, il navigue jusqu'à San Francisco, participant aux débuts de la ruée vers l'or en Californie où il s'enrichit.
En 1852, il ouvre une étable pour bétail où on répare aussi les diligences. Le commerce voisin est tenu par William Shoney O'Brien, un magasin de fournitures pour la marine. Il épouse Mary Emma Leary dans le comté de Wexford, en Irlande puis revient à en 1854, où il ouvre un saloon en 1857, le "Auction Lunch", avec son associé O'Brien, qui revient de nouvelles recherches d'or dans la Feather River. Le Saloon est alors le lieu de rendez vous favori des spéculateurs et des chercheurs d'or,.
Dès 1858, ils se blessent dans un accident. Le saloon est revendu et l'argent réinvesti dans une société de courtage en actions. Pour profiter de la découverte du Comstock Lode dans le Nevada, l'année suivante, Flood et O'Brien forment une coentreprise avec leurs compatriotes irlandais James Graham Fair et John William Mackay. Les premiers apportent l'argent, les seconds le savoir-faire minier. James C. Flood est le spécialiste boursier de la bande, parfois accusé d'être un manipulateur de cours. Ils acquièrent des droits miniers dans le Comstock Lode pour $100.000, des droits qui atteignent une valeur de $1.000.000.000 en 1875.
En janvier 1869, les quatre associés gagnent la  bataille boursière autour de la mine "Hale and Norcross", contre William Sharon et sa Bank of California. Puis au printemps 1872, ils montent au capital de la Consolidated Virginia mining company, qui fait en mars la formidable découverte argentifère du "Big Bonanzza". Ils fondent ensuite la Banque du Nevada en 1878, et James C. Flood multiplie les investissements immobiliers de prestige dans San Francisco, comme l'énorme palais du "James C. Flood Mansion" (d'abord baptisé Connecticut Brownstone, puis Pacific-Union Club à partir de 1911), l'un des deux seuls bâtiments à avoir résisté au tremblement de terre de 1906. Il fit également bâtir sa somptueuse demeure Linden Towers à Menlo Park. James C. Flood est également l'un des premiers présidents de la Wells Fargo et un administrateur de la Bourse de San Francisco.
Il décède le 21 février 1889 lors d'un voyage à Heidelberg en Allemagne. Il est enterré dans un mausoleum composé de 28 colonnes dans le cimetière Calvary, qui fut déplacé dans le cimetière de Cypress Lawn à Colma au début du XXe siècle. James C. Flood a deux enfants : James Jr. et Jennie. Son fils a fait édifier le Flood Building à San Francisco en son honneur, construit entre 1902 et 1904, et qui résista également au tremblement de terre de 1906.